# Tasmanogobius lasti
Tasmanogobius lasti és una espècie de peix de la família dels gòbids i de l'ordre dels perciformes.

## Morfologia
- Els mascles poden assolir 5,5 cm de longitud total.
- Aleta caudal arrodonida.[4][5]

## Hàbitat
És un peix de clima subtropical i demersal.

## Distribució geogràfica
Es troba al sud d'Austràlia.

## Observacions
És inofensiu per als humans.